# World Yo-Yo Contest
Der World Yo-Yo Contest (auch bekannt als Worlds) ist die Weltmeisterschaft der Jo-Jo-Spieler.  Im Laufe des Wettbewerbs werden sieben WM-Titel in verschiedenen Kategorien vergeben.

## Geschichte
Die erste Yo-Yo-WM überhaupt fand 1932 in England statt. Es gab zwar auch zuvor und danach Personen, die den Titel für sich beanspruchten, dies ging aber eher von verschiedenen Herstellern aus, welche einfach den Titel aus Werbezwecken heraus vergaben. Im Jahr 1962 hatte beispielsweise die Firma Duncan 32 Demonstratoren, welche behaupteten, sie hätten den Titel World Yo-Yo Champion inne. Viele von ihnen hatten aber nie an einem Wettbewerb teilgenommen.
Dale Oliver organisierte 1992 den World Yo-Yo Contest in seinem heutigen Format. Dieser ist seither herstellerunabhängig.